# Aeropuerto Internacional de Wellington
El Aeropuerto Internacional de Wellington es uno de los más importantes de Nueva Zelanda, prestando servicio a la capital del país. Opera con una amplia oferta de vuelos de cabotaje y algunos internacionales, siendo la mayoría de Australia y otras poblaciones vecinas. Más de 5 millones de pasajeros lo transitaron en 2008.
Es considerado como uno de los más peligrosos del mundo, sobre todo por la corta extensión de su pista, que mide poco más de 2 kilómetros de largo, limitando la envergadura y peso de los aviones para realizar despegues o aterrizajes en esta pista. Además el aeropuerto está ubicado entre colinas y la pista termina en el mar por ambos extremos. Esto, junto con los fuertes vientos de la zona lo hacen bastante peligroso.

## Historia

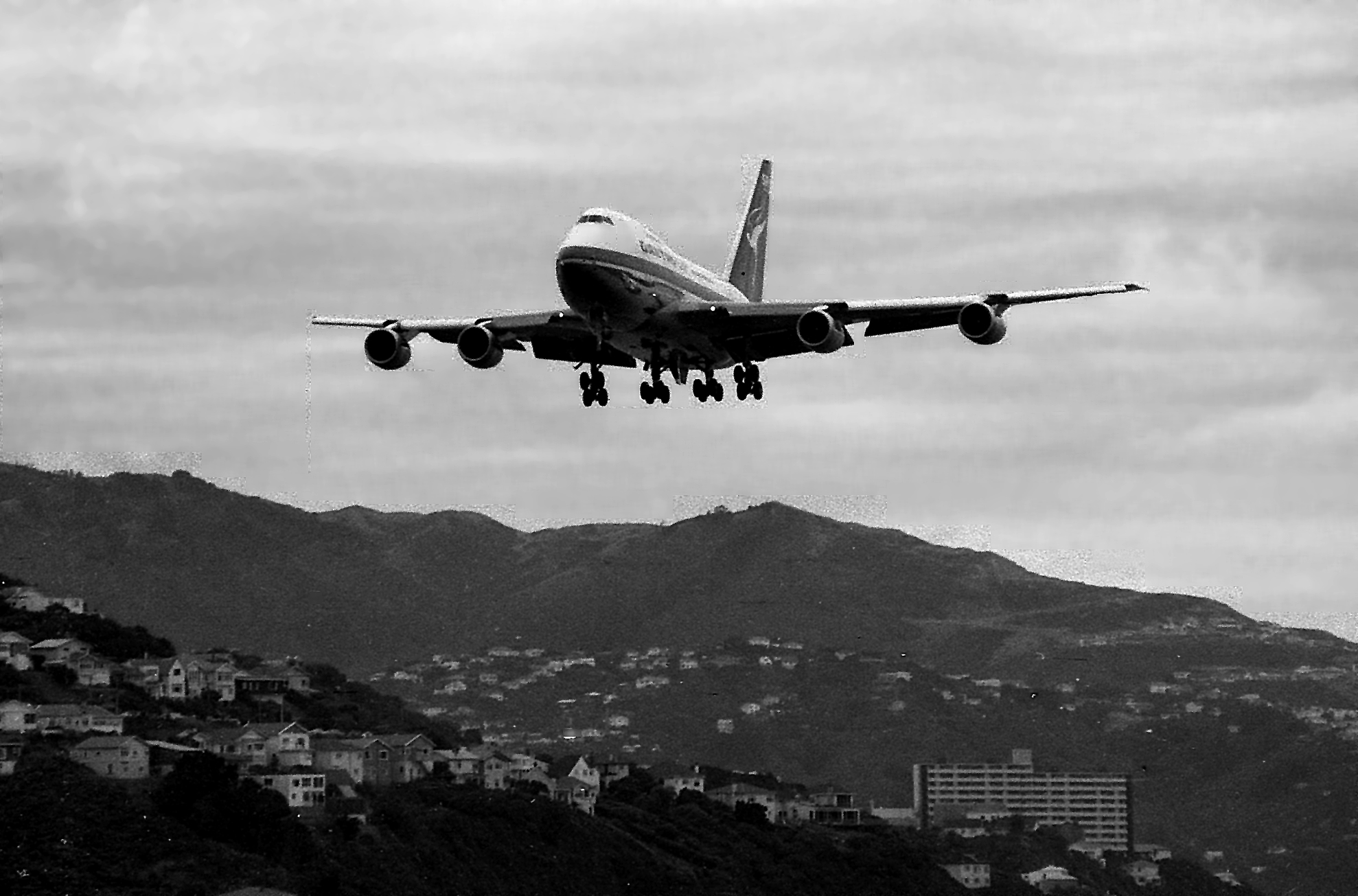
Boeing 747 de Qantas Airways. Fue el primer Boeing 747 que aterrizó en este aeropuerto.

El aeropuerto que se emplaza en el lugar actual empezó a operar en el año 1959, después de presionar a la cámara de comercio local para una localización más cercana al centro de la ciudad. El aeropuerto principal de Wellington estuvo hasta entonces en Costa de Kapiti, conocido como Aeropuerto de Paraparaumu, inadecuado para aeronaves de gran envergadura debido a la adversidad de la orografía circundante. La longitud original de la pista era de 1630 metros (5350 pies), extendida a 1936 m a principios de los años 1970, para su adecuación al aterrizaje y despegue de aviones DC-8.
La terminal nacional original se construyó de forma temporal dentro de un hangar de hierro corrugado, usado originalmente para el ensamblaje de aviones de Havilland, permaneciendo así durante décadas. Era conocido por estar abarrotado, con goteras y expuesto a la intemperie. Este edificio permaneció visible desde la Terminal de Sounds Air desde la cual una pasarela cubierta solía conectar la antigua Terminal con la nueva, pero desde entonces se ha eliminado. En 1981 se anunció una mejora de la terminal nacional, presupuestada en 10 millones de dólares neozelandeses, pero en 1983 los planes se archivaron después de que las proyecciones de costos se duplicaron con creces. En 1987, la terminal fue renovada profusamente por Air New Zealand y Ansett New Zealand construyó una nueva terminal como una extensión de la terminal internacional cuando comenzó a ofrecer servicios aéreos nacionales.
En 1991, el aeropuerto presentó los planes de ampliación de la calle de rodaje para aeronaves de categorías D y E y adquirir espacio adicional, que fueron abandonados tras las protestas de los residentes locales. El plan implicó la eliminación del cercano campo de golf Miramar y un gran número de propiedades residenciales y comerciales. El aeropuerto compró las tierras del campo de golf de Miramar en 1994 para el espacio del estacionamiento.
En 1992, se consideraron varios sitios alternativos para el aeropuerto de Wellington: Te Horo, Paraparaumu, Isla de Mana, Valle de Ohariu, Horokiwi, Wairarapa y Pencarrow. Sin embargo, se tomó la decisión de actualizar el sitio existente en Rongotai. En 1999 se completó una importante terminal nueva e integrada con la terminal internacional, que se había construido como una primera etapa sin completar de una terminal completamente nueva en 1977. Se construyó una zona de seguridad de 90 metros en el extremo sur de la pista para cumplir con las normas de seguridad de la OACI, mientras que una zona similar se ha puesto en marcha en el extremo norte de la pista.
Desde 1998, el aeropuerto tiene dos tercios propiedad de Infratil, y el tercio restante pertenece a la administración local de Wellington. A finales de 2003, el aeropuerto instaló una gran estatua de Gollum en la terminal para promover el estreno mundial de El Señor de los Anillos: El Retorno del Rey.
En abril de 2006, Air New Zealand y Qantas anunciaron que propusieron celebrar un acuerdo de código compartido, argumentando que sería necesario para reducir los asientos vacíos y las pérdidas financieras en las rutas entre Australia y Nueva Zelanda. El aeropuerto se contrapuso señalando lo que veía como un duopolio que ahogaría la competencia y la demanda de pasajeros en los vuelos internacionales de Wellington. El código compartido fue abandonado por las dos aerolíneas después de que fuese rechazado en un fallo de la Comisión Australiana de Competencia y Consumo en noviembre de 2006.
Fiji Airways comenzó a servir a Wellington desde Nadi el 25 de junio de 2015. Jetstar lanzó primer servicio internacional en diciembre de 2014 desde Wellington hasta Gold Coast.

## Incidentes
A pesar de su pista corta y de los vientos frecuentes, ha habido muy pocos incidentes de seguridad en el aeropuerto. 
En 1991, un Boeing 747 de United Airlines hizo un aterrizaje no programado después de que su destino original, Aeropuerto de Christchurch, se cerrara por niebla. A pesar de que el avión aterrizó sin peligro, todos los pasajeros y carga tuvieron que ser desalojados del avión antes de que éste pudiera despegar de nuevo. El avión había sido desviado originalmente de Auckland a Christchurch, debido a la niebla en Auckland. Mientras que sobrevolaba Wellington, Christchurch también fue cubierto por la niebla. Al no disponer de suficiente combustible, el vuelo fue finalmente desviado a Wellington.
El miércoles 21 de noviembre de 2007, una avioneta Cessna 172 propiedad de "Wings over Whales" (Alas sobre las Ballenas) que salía hacia Kaikoura en un viaje de avistamiento de ballenas, volcó sobre su techo, ya que en la pista soplaban fuertes vientos del norte. Las dos personas que estaban a bordo lograron escapar con heridas leves. El aeropuerto fue cerrado durante unas 2 horas.
El 17 de junio de 2008, un Boeing 737-800 de Pacific Blue se trasladó hacia un lado fuera de una pasarela después de una fuerte ráfaga de viento sobre la sección de cola. Aunque los pasajeros estaban desembarcando en ese momento y el personal de tierra estaba trabajando en el avión al mismo tiempo, nadie resultó herido.

## Aerolíneas y destinos

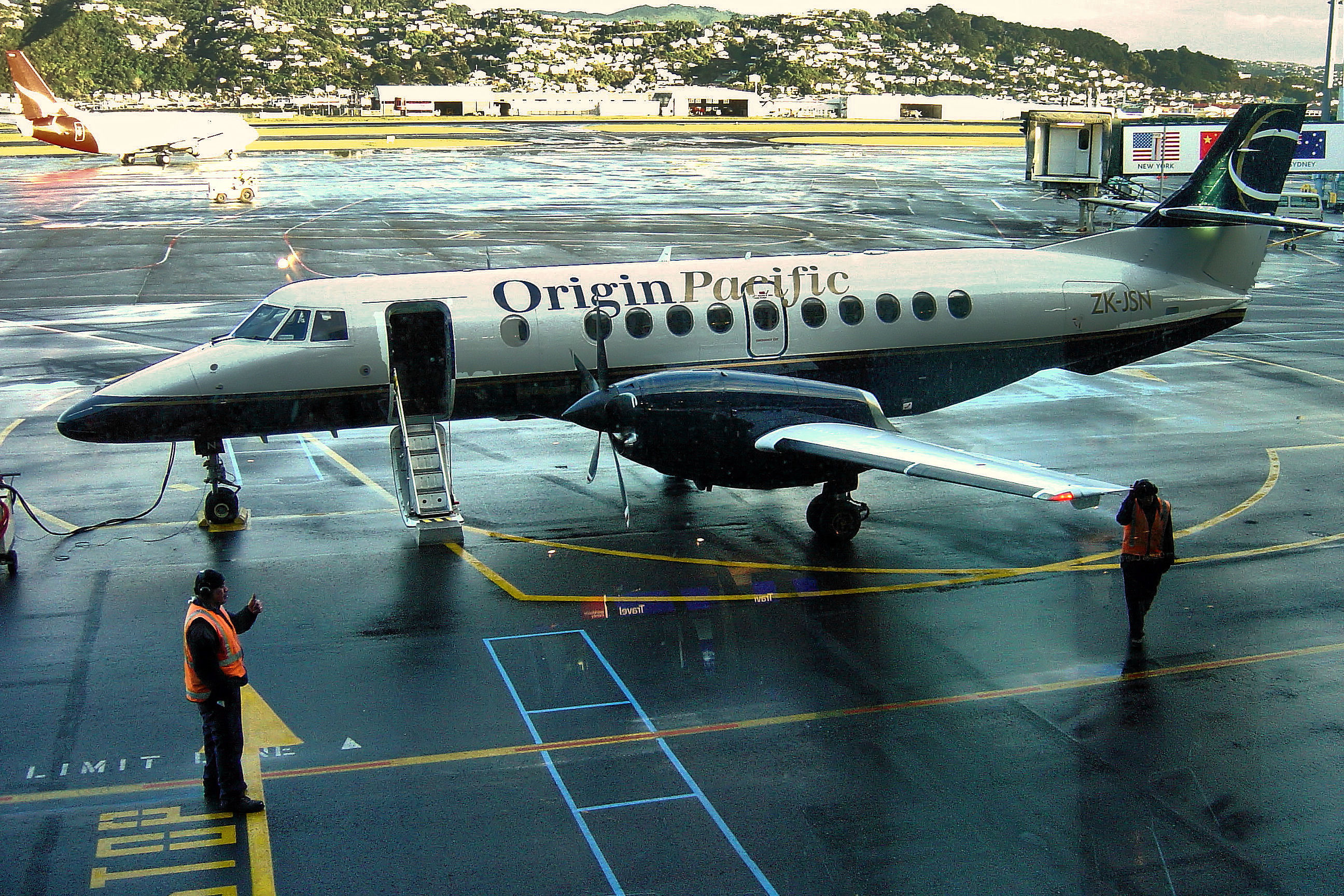
BAe Jetstream 41 de la ahora desaparecida Origin Pacific Airways en el aeropuerto de Wellington en junio de 2004.

### Destinos nacionales
| Aerolíneas      | Destinos |
| --------------- | --- |
| Air Chathams    | Chatham Islands |
| Air New Zealand | Auckland, Blenheim, Christchurch, Dunedin, Gisborne, Hamilton, Invercargill, Napier, Nelson, New Plymouth, Queenstown, Rotorua, Tauranga, Timaru |
| Golden Bay Air  | Karamea, Tākaka |
| Jetstar         | Auckland, Christchurch, Queenstown |
| Originair       | Nelson, Palmerston North |
| Sounds Air      | Blenheim, Nelson, Picton, Taupō, Westport |

### Destinos internacionales
| Ciudades por países | Nombre del aeropuerto                    | Aerolíneas                                                                                        | Aeronaves     | Frecuencias semanales |         |
| Oceanía             | Oceanía                                  | Oceanía                                                                                           | Oceanía       | Oceanía               | Oceanía |
| ------------------- | ---------------------------------------- | ------------------------------------------------------------------------------------------------- | ------------- | --------------------- | ------- |
| Australia           |                                          |                                                                                                   |               |                       |         |
| Brisbane            | Aeropuerto Internacional de Brisbane     | Air New Zealand Qantas (inicia 27 de octubre de 2024) QantasLink (finaliza 26 de octubre de 2024) | A32x E-190    |                       |         |
| Gold Coast          | Aeropuerto de Gold Coast                 | Jetstar Airways                                                                                   | A32x          |                       |         |
| Melbourne           | Aeropuerto Internacional Tullamarine     | Air New Zealand Qantas                                                                            | A32x B737-838 |                       |         |
| Sídney              | Aeropuerto Internacional Kingsford Smith | Air New Zealand Qantas                                                                            | A32x B737-838 |                       |         |
| Fiyi                |                                          |                                                                                                   |               |                       |         |
| Nadi                | Aeropuerto Internacional de Nadi         | Fiji Airways                                                                                      | B737          |                       |         |

## Estadísticas
Ver fuente y consulta Wikidata.